# Michael Marrus
Michael Robert Marrus, född 3 februari 1941 i Toronto, död 23 december 2022 i Toronto, var en kanadensisk historiker och författare, specialiserad på Förintelsen och judisk historia. Han avlade doktorsexamen år 1968.